# Juan Martínez (wielrenner, 2004)
Juan Guillermo Martínez Huertas (Umbita, 21 november 2004) is een Colombiaans wielrenner.

## Carrière
Als belofterenner reed Martínez twee seizoenen voor de opleidingsploeg van Q36.5. Namens die ploeg won hij in juli 2024 het bergklassement in de Ronde van de Aostavallei, waar hij ook zesde in het algemeen klassement werd. Een maand later stond hij aan de start van de Ronde van de Toekomst, waar hij vooral moest knechten en uiteindelijk op de vijftigste plek in het klassement eindigde.
In 2025 werd Martínez prof bij Team Picnic PostNL. Zijn seizoensdebuut maakte hij, namens de opleidingsploeg, in februari in de Ronde van Rwanda, waar uiteindelijk hij achtste werd. Zijn debuut voor de hoofdmacht maakte hij een maand later in Milaan-Turijn.

## Overwinningen
2024
Bergklassement Ronde van de Aostavallei

## Resultaten in voornaamste wedstrijden
|      | \| Jaar \| Waalse Pijl \| \| ---- \| ----------- \| \| 2025 \| 92e \| |
| Jaar | Waalse Pijl                                                           |
| 2025 | 92e                                                                   |

## Ploegen
- 2023 –  Q36.5 Continental Team
- 2024 –  Q36.5 Continental Team
- 2025 –  Team Picnic PostNL